# Gorgonidia garleppi
Gorgonidia garleppi là một loài bướm đêm thuộc phân họ Arctiinae, họ Erebidae.